# Boxballet
Boxballet (en ruso, БоксБалет, romanizado, BoksBalet) es un cortometraje animado ruso de 2021 dirigida por Anton Dyakov. Fue nominado al Premio de la Academia al Mejor Cortometraje de Animación en la 94.ª edición de los Premios de la Academia.

## Sinopsis
La película contrasta forma y contenido entre una bailarina y un boxeador, muestra cómo uno afecta al otro y trata de revelar el problema filosófico clave, ser y ser visto.